# Jo Eun-ju
Jo Eun-ju (née le 12 novembre 1989) est une athlète sud-coréenne, spécialiste du 400 mètres haies.

## Biographie
En 2013 elle termine troisième du 400 mètres haies des Championnats d'Asie. La même année elle établit son record personnel, 57 s 38, ce qui constitue le record de Corée du Sud.

### Palmarès
| Date | Compétition             | Lieu    | Résultat | Épreuve     | Performance |
| ---- | ----------------------- | ------- | -------- | ----------- | ----------- |
| 2013 | Championnats d'Asie     | Pune    | 3e       | 400 m haies | 58 s 21     |
| 2013 | Jeux de l'Asie de l'Est | Tianjin | 3e       | 400 m haies | 58 s 44     |

### Records
| Épreuve     | Performance | Lieu  | Date       |
| ----------- | ----------- | ----- | ---------- |
| 400 m haies | 57 s 34     | Ansan | 3 mai 2013 |